# Lisdoonvarna
Lisdoonvarna är en f.d. kurort med ca 800 invånare i grevskapet Clare på Irland. Den är berömd för en musikfestival, Lisdoonvarna Rock Festival, som ägde rum årligen mellan 1978 och 1983. Den irländske folksångaren  Christy Moore har skrivit en sång om festivalen, "Lisdoonvarna".
Stadens namn kommer från det gaeliska Lios Dúin Bhearna vilket betyder ungefär "fortet vid klyftan". Man tror att namnet syftar på fortet  Lissateeaun, vilket är beläget ca 3 km nordöst om staden,  i närheten av ruinerna efter ett slott från den normandiska eran.